# Réseau de bibliothèques Helmet

Municipalités du réseau (en bleu foncé).

Le réseau de bibliothèques Helmet (finnois : Helmet-kirjasto) est un  groupement de bibliothèques municipales de la région capitale d'Helsinki, composé des bibliothèques municipales d'Helsinki, d'Espoo, de Vantaa et de Kauniainen. 

## Présentation
Des règles d'accès communes et un système de bibliothèque permettent le partage. 
La même carte de bibliothèque est utilisée à tous les emplacements.
Le réseau de bibliothèques Helmet compte 63 bibliothèques fixes et six bibliothèque mobiles.

## Chiffres clés du réseau Helmet
En 2022, le réseau compte:
- 66 bibliothèques, six voitures de bibliothèque et vélos de bibliothèque
- 8 bibliothèques pour malades et service à domicile
- 780 employés
- 15,8 millions de prêts par an
- 30 millions de visites par an, dont plus de 17 millions de visites en ligne
- 3,2 millions d'œuvres
- Dessert plus d'un million d'habitants de la région métropolitaine

## Bibliothèques du réseau Helmet
- Bibliothèque municipale d'Espoo
- Bibliothèque municipale d'Helsinki
- Bibliothèque municipale de Kauniainen
- Bibliothèque municipale de Vantaa